# Willie McCool
William Cameron "Willie" McCool (San Diego , 23 de setembro de 1961 – Texas, 1 de fevereiro de 2003) foi um astronauta e comandante da marinha norte-americana, que morreu como piloto da nave Columbia quando ela se desintegrou no retorno à Terra da missão STS-107.
Formado em ciência de computadores, engenharia aeronáutica e ciência aplicada, McCool completou o treinamento de piloto e serviu no porta-aviões USS Coral Sea no Mar Mediterrâneo no fim dos anos 80 e no USS Enterprise nos anos 90.
Selecionado para a NASA em 1996, após dois anos de treinamento foi qualificado como piloto de espaçonave. Em 16 de janeiro de 2003 foi ao espaço como piloto da nave Columbia numa missão de pesquisas científicas durante quinze dias em órbita. Na reentrada da atmosfera, após a missão, a nave desintegrou-se a 40 kms de altura sobre o estado do Texas matando McCool e toda a tripulação.
O asteróide 51829 Williammccool e a Colina McCool, nas Colinas Columbia, em Marte, foram assim batizados postumamente em sua homenagem.